# 金世柏
金世柏（1907年—2000年），中国人民解放军将领、中国人民解放军开国少将。
曾任中国人民解放军西康军区参谋长。1955年，授予中国人民解放军少将。